# Чёртово колесо

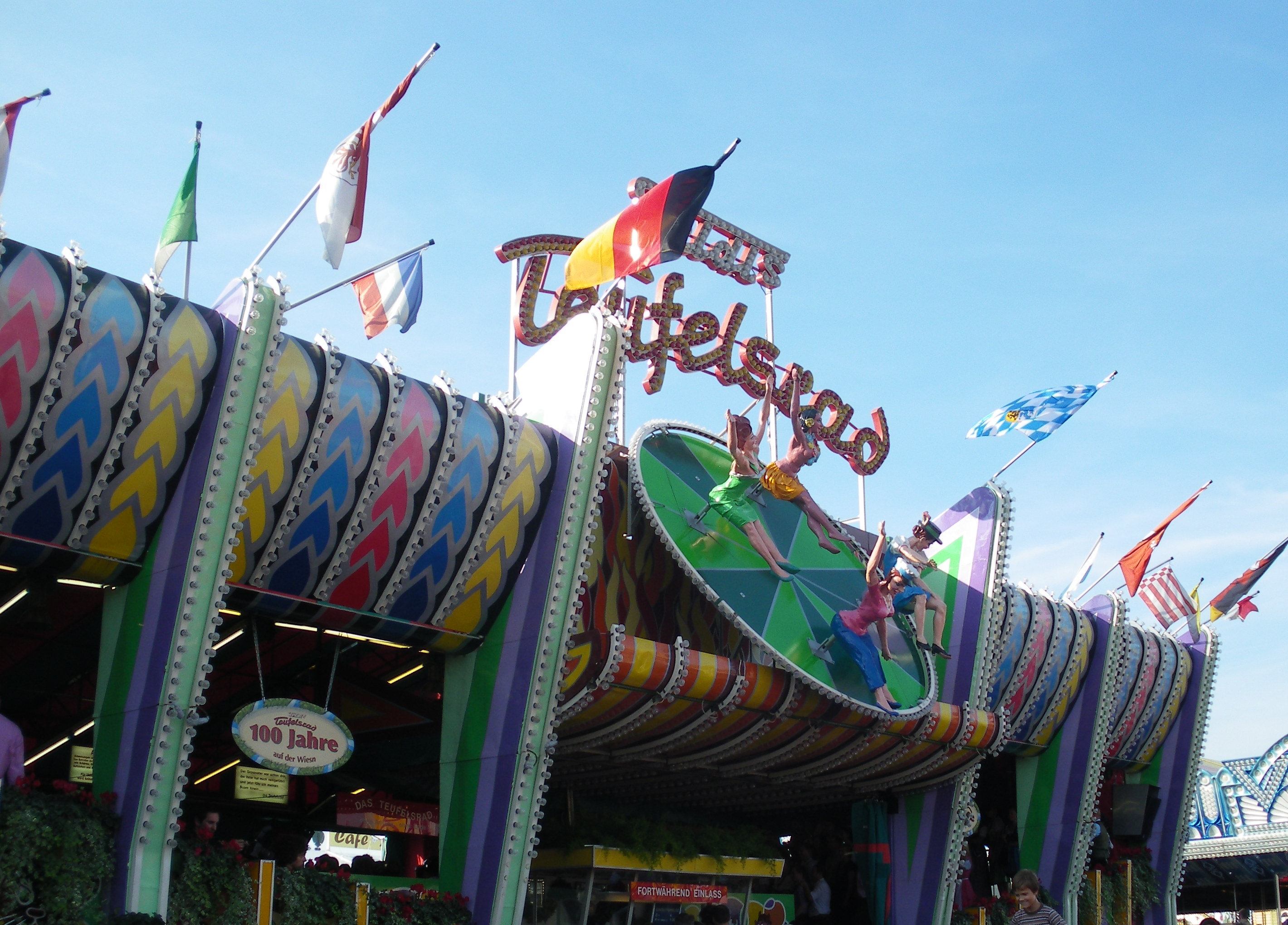
Павильон с чёртовым колесом (Teufelsrad) на фестивале Октоберфест в Мюнхене

Чёртово колесо — аттракцион в виде быстро вращающегося горизонтального плоского диска. Чёртово колесо является традиционной частью фестиваля Октоберфест, по меньшей мере, с 1910 года.

## Обзор
Чёртово колесо представляет собой большую круглую вращающуюся платформу. Перед началом вращения на неё взбирается группа участников и располагается ближе к центру, стоя, сидя или лёжа. Чёртово колесо начинает поворачиваться и постепенно увеличивает свою угловую скорость, заставляя участников соскальзывать с платформы. Участники стараются удержаться на ней. Вокруг колеса располагаются зрители. Ведущий обычно отпускает сатирические комментарии.
Участники, которых сбросило с себя чёртово колесо, налетают на мягкую стенку, расположенную вокруг колеса. Иногда возможны травмы, когда участников бросает друг на друга или выше мягкой стенки, и они налетают на зрителей. Механик управляет скоростью платформы, иногда замедляя её, чтобы дать возможность участникам переместиться поближе к середине.

## Принцип работы

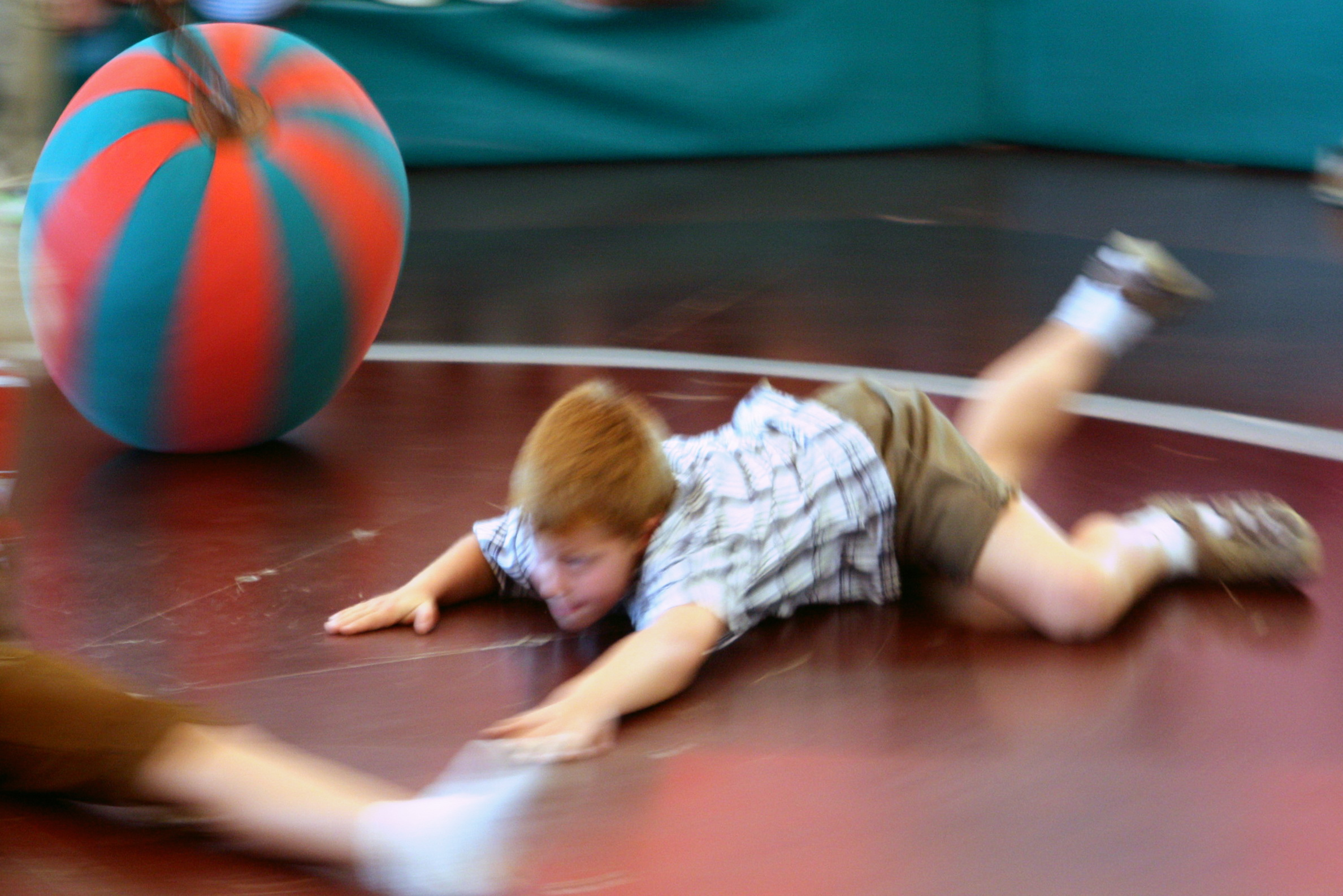
Мальчик соскальзывает к краю чёртова колеса. Виден раскачивающийся тяжёлый мяч, свисающий с потолка.

Из-за вращения платформы система отсчёта, связанная с ней, не является инерциальной. Для сторонних наблюдателей, участники слетают с колеса по касательной и по инерции. Но с точки зрения самих участников, на них действует центробежная сила, а в случае их движения — также сила Кориолиса, направленная по касательной.
Сила, действующая на участников во вращающейся системе отсчёта чёртова колеса, является силой инерции:
На этом основано устройство своеобразного развлечения — «чёртова колеса», которое можно видеть нередко в увеселительных садах. Посетители имеют случай испытать на самих себе неотразимое действие этой силы инерции.

## Использование
Кроме ежегодного фестиваля Октоберфест в Мюнхене чёртово колесо использовалось в научном центре EXPERIMINTA в Франкфурте-на-Майне в декабре 2011 года. Чёртово колесо работало также в парке развлечений Taunus Wunderland в Висбадене.

## В культуре
В дореволюционной России чёртово колесо было составной частью луна-парков. Аркадий Аверченко в своём рассказе «Чёртово колесо» в сборнике «Дюжина ножей в спину революции» сравнивал смену режимов в 1917 году с чёртовым колесом:
Расшвыряло, всех расшвыряло по барьеру «чертово колесо», и постепенно замедляется его ход, и почти останавливается оно, а тут уже — глядь! — налезла на полированный круг новая веселая компания: Троцкий, Ленин, Нахамкис, Луначарский, и кричит новый «комиссар чертова колеса» — Троцкий:
 — К нам, товарищи! Ближе! Те дураки не удержались, но мы-то удержимся! Ходу! Крути, валяй! Поехала!!

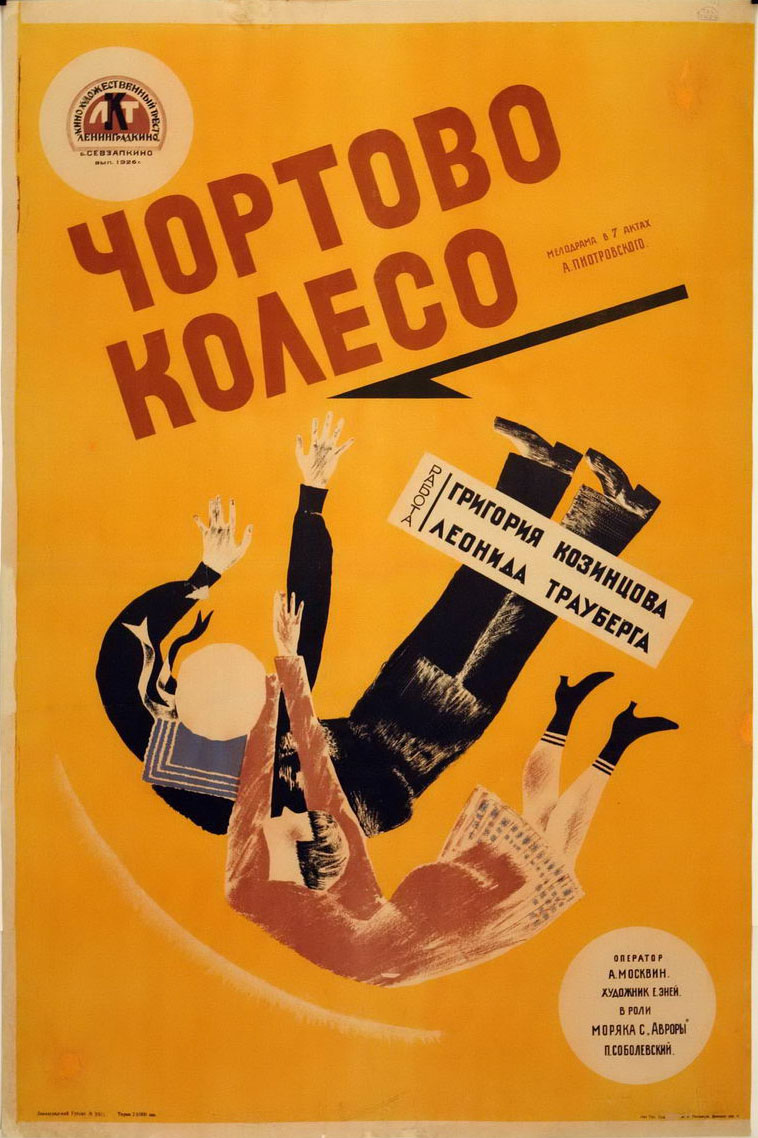
Постер фильма «Чёртово колесо»

В 1926 был снят художественный фильм «Чёртово колесо» режиссёров Григория Козинцева и Леонида Трауберга. В одном из эпизодов этого фильма хорошо виден принцип работы этого аттракциона.
В романе-сказке Николая Носова «Незнайка на Луне», изданной в 1965 году, чёртово колесо упоминается как один из аттракционов Лос-Паганоса:
Многим, вероятно, известно, как устроено обыкновенное чертово колесо. Это огромный деревянный круг, насаженный на торчащую кверху ось. Коротышки, желающие повеселиться, садятся в центре этого круга, после чего круг начинает вертеться все быстрей и быстрей. Появляющаяся в результате вращения центробежная сила сбрасывает коротышек одного за другим с круга на землю. Победителем считается тот, кому дольше всех удастся удержаться на вращающемся круге. 
У Муслима Магомаева есть песня «Чёртово колесо», написанная композитором А. А. Бабаджаняном на стихи Е. А. Евтушенко. В клипе 1969 года из фильма «Москва в нотах» Магомаев исполнил её на фоне колеса обозрения, после чего данное название стали применять и к колесу обозрения. Однако в песне поется именно о быстром движении чёртова колеса в его изначальном понимании.
 Но я лечу с тобой снова, я лечу,

 Эх! —

 И одно слово я кричу,

 Кричу: «Люблю!» и лечу я к звёздам,

 Кричу и вновь лечу!..
Песня «Чёртово колесо» в исполнении Муслима Магомаева используется во втором выпуске мультфильма «Ну, погоди!».